# 金斑狸藻
金斑狸藻（学名：Utricularia aureomaculata）为狸藻属小型岩生食虫植物，可能为一年生。其种加词“aureomaculata”来源于拉丁文“aureus”和“macula”，意为“金色的斑点”。金斑狸藻为委内瑞拉的特有种，仅已知三处分布地。模式产地位于委内瑞拉玻利瓦尔州的Ptari-tepuí。金斑狸藻常陆生于长满苔藓的崖壁上。花期为5月、10月及11月。1953年，朱利安·阿尔弗雷德·斯特耶马克对其进行了最初的描述。

## 外部連結
- 食虫植物照片搜寻引擎中金斑狸藻的照片 （页面存档备份，存于）

 维基共享资源上的相關多媒體資源：金斑狸藻
 維基物種上的相關：金斑狸藻